# Angioléiomyome
 (août 2017).
 Mise en garde médicale
L'angioléiomyome, appelé aussi "léiomyome vasculaire", est une petite tumeur de nature bénigne qui se développe au niveau d'une partie profonde de la peau, appelée hypoderme. Elle prend naissance à l'intérieur des parois musculaires d'une veine sous-cutanée.
L'angioléiomyome est constitué d'une multitude de vaisseaux capillaires qui sont entourés par des faisceaux de fibres musculaires lisses.
L'identification de ce type de tuméfaction nécessite son ablation, au moyen d'un examen microscopique et à la suite d'une biopsie d'un échantillon de léiomyome.